# Golden Chicken 2
Série
Golden Chicken
(2002) Golden Chicken 3
(2014)
Pour plus de détails, voir Fiche technique et Distribution.
Golden Chicken 2 (金雞2, Gam gai 2) est une comédie dramatique hongkongaise réalisée par Samson Chiu et sortie en 2003 à Hong Kong. C'est le troisième volet de la série des Golden Chicken, après Golden Chicken (2002) et avant Golden Chicken 3 (2014).
Elle totalise 1 273 571 HK$ de recettes au box-office.

## Synopsis
En 2046, alors que Hong Kong est devenue une ville prospère, technologiquement avancée, et où tout le monde s'habille en blanc et les souvenirs peuvent être effacés simplement en avalant une pilule. Ah Kum (Sandra Ng) a maintenant plus de 80 ans et ses souvenirs de prostituée sont loin derrière elle. Elle rencontre un jeune homme (Chapman To) qui tente d'effacer sa mémoire et finit par lui raconter l'histoire de sa vie pour l'empêcher de faire une chose aussi stupide.
L’histoire nous ramène à deux moment de la vie d’Ah Kum. Le premier en 2003 quand Ah Kum doit faire face à un homme (Ronald Cheng (en)) obsédé par les poils de corps depuis que sa femme l’a quitté et quand elle devient amie avec un médecin (Leon Lai) dont la vie est affectée par l’épidémie de SRAS. L'autre moment se passe dans les années 1980 quand elle raconte sa romance douce-amère qu'elle a eu avec son cousin, Sunny (Jacky Cheung), un homme semblant obsédé par le gain d'argent.

## Fiche technique
- Titre original : 金雞2
- Titre international : Golden Chicken 2
- Réalisation : Samson Chiu
- Scénario : Mark Cheung, Lam Oi-wah et James Yuen
- Direction artistique : Leung Bo, Bunny Lam et Chun Yin-yip
- Photographie : Keung Kwok-man
- Montage : Cheung Ka-fai (en)
- Musique : Peter Kam et Joseph Wong
- Production : Peter Chan et Jojo Hui
- Société de production : Applause Pictures
- Société de distribution : Applause Pictures et Go Film Distribution
- Pays d'origine :  Hong Kong
- Langue originale : cantonais
- Format : couleur
- Genre : comédie dramatique
- Durée : 104 minutes
- Dates de sortie :
  -  Hong Kong : 24 décembre 2003
  -  Taïwan : 20 février 2004

## Distribution
- Sandra Ng : Ah Kum
- Ronald Cheng (en)
- Dicky Cheung (en) : le batelier
- Jacky Cheung : Quincy
- Leon Lai : le docteur Chow Man-kwong
- Andy Lau : le chef de l'exécutif de Hong Kong en 2046
- Angelica Lee
- Vincent Ng (en) : l'employé du kiosque à nouilles
- Kristal Tin (en)
- Chapman To : le propriétaire du bar
- Felix Wong